# Irish Professional Championship 1986
Die Strongbow Irish Professional Championship 1986 war ein professionelles Snookerturnier ohne Einfluss auf die Weltrangliste zur Ermittlung des nordirischen bzw. irischen Profimeisters. Das Turnier wurde im Rahmen der Saison 1985/86 kurz nach der Snookerweltmeisterschaft vom 9. bis zum 13. Mai 1986 zum zweiten Mal nach 1983 im Maysfield Leisure Centre im nordirischen Belfast ausgetragen. In einer Neuauflage der mehrfachen Finalpartie zwischen Dennis Taylor und Alex Higgins siegte zum insgesamt fünften Mal Taylor, der damit mit Higgins in der gesamten Rangliste gleichzog. Higgins spielte mit einem 96er-Break das höchste Break des Turnieres, es gab also keine Century Breaks.

## Preisgeld
Erneut wurde das Turnier von Strongbow Cider gesponsert, wobei sich das Preisgeld leicht auf 21.100 Pfund Sterling erhöhte, was ein Plus von 1.500 £ bedeutete.
|                 | Preisgeld |
| --------------- | --------- |
| Sieger          | 8.000 £   |
| Finalist        | 5.000 £   |
| Halbfinalist    | 2.000 £   |
| Viertelfinalist | 800 £     |
| Achtelfinalist  | 150 £     |
| Insgesamt       | 21.100 £  |

## Turnierverlauf
Nachdem es im Vorjahr bereits 13 Teilnehmer gegeben hatte, nahm diesmal zusätzlich der Ire Joe O’Boye am Turnier teil. Von den 14 Teilnehmern waren lediglich die Vorjahresfinalisten Taylor & Higgins für das Viertelfinale gesetzt, das restliche Teilnehmerfeld bestritt im Achtelfinale bereits ein Spiel. Diese Spiele wurden im Modus Best of 9 Frames ausgetragen, während Viertel- und Halbfinale eine Maximalgrenze von 11 Frames hatten. Der Turniersieger wurde schließlich im Modus Best of 19 Frames bestimmt.

|  | Achtelfinale Best of 9 Frames | Achtelfinale Best of 9 Frames |  |  | Viertelfinale Best of 11 Frames | Viertelfinale Best of 11 Frames |   |               | Halbfinale Best of 11 Frames | Halbfinale Best of 11 Frames |  |  | Finale Best of 19 Frames | Finale Best of 19 Frames |
|  |                               |                               |  |  |                                 |                                 |   |               |                              |                              |  |  |                          |                          |
|  |                               |                               |  |  |                                 |                                 |   |               |                              |                              |  |  |                          |                          |
|  |                               |                               |  |  | Dennis Taylor                   | 6                               |   |               |                              |                              |  |  |                          |                          |
|  | Billy Kelly                   | 5                             |  |  | Billy Kelly                     | 1                               |   |               |                              |                              |  |  |                          |                          |
|  | Jackie Rea                    | 0                             |  |  |                                 |                                 |   | Dennis Taylor | 6                            |                              |  |  |                          |                          |
|  | Tommy Murphy                  | 5                             |  |  |                                 | Tommy Murphy                    | 3 |               |                              |                              |  |  |                          |                          |
|  | Joe O’Boye                    | 0                             |  |  | Tommy Murphy                    | 6                               |   |               |                              |                              |  |  |                          |                          |
|  | Tony Kearney                  | 5                             |  |  | Tony Kearney                    | 2                               |   |               |                              |                              |  |  |                          |                          |
|  | Patsy Fagan                   | 0                             |  |  |                                 |                                 |   |               | Dennis Taylor                | 10                           |  |  |                          |                          |
|  |                               |                               |  |  |                                 | Alex Higgins                    | 7 |               |                              |                              |  |  |                          |                          |
|  |                               |                               |  |  | Alex Higgins                    | 6                               |   |               |                              |                              |  |  |                          |                          |
|  | Jack McLaughlin               | 5                             |  |  | Jack McLaughlin                 | 2                               |   |               |                              |                              |  |  |                          |                          |
|  | Paul Watchorn                 | 0                             |  |  |                                 |                                 |   | Alex Higgins  | 6                            |                              |  |  |                          |                          |
|  | Eugene Hughes                 | 5                             |  |  |                                 | Eugene Hughes                   | 2 |               |                              |                              |  |  |                          |                          |
|  | Dessie Sheehan                | 0                             |  |  | Eugene Hughes                   | 6                               |   |               |                              |                              |  |  |                          |                          |
|  | Pascal Burke                  | 5                             |  |  | Pascal Burke                    | 3                               |   |               |                              |                              |  |  |                          |                          |
|  | Paddy Browne                  | 4                             |  |  |                                 |                                 |   |               |                              |                              |  |  |                          |                          |

### Finale
Schon mehrfach waren Dennis Taylor und Alex Higgins in Endspielen des Turnieres aufeinander getroffen, zuletzt im Vorjahr, als Taylor seinen vierten Titel gewonnen hatte. Beide Spieler waren für das Viertelfinale gesetzt gewesen und hatten bisher jeweils vier Frames verloren.
Higgins ging anfangs mit 0:2 und 1:3 in Führung, ehe Taylor zum 3:3 ausglich. Higgins ging jedoch erneut in Führung, doch diesmal drehte Taylor das Match und erweiterte seine Führung auf 8:4. Higgins verkürzte auf 8:6, ehe Taylor mit einem 90er-Break das Spiel weiter Richtung eines Sieges seinerseits schob. Higgins konnte noch einen Frame gewinnen, ehe Taylor mithilfe eines 63er-Breaks den 17. Frame und damit sowohl Match als auch Turnier gewann.
| Finale: Best of 19 Frames Maysfield Leisure Centre, Belfast, Nordirland, 13. Mai 1986                                                                                |                |              |
| Dennis Taylor | 10:7           | Alex Higgins |
| 15:57, 53:55; 71:17 (50) 5:65, 70:43; 74:9, 9:68 (50), 72:15 (64), 90:40 (56), 69:42 (60); 71:44; 70:56 (Taylor 53), 59:71, 49:74 (63), 90:14 (90), 22:76, 64:5 (63) |                |              |
| 90 | Höchstes Break | 63           |
| – | Century-Breaks | –            |
| 7 | 50+-Breaks     | 2            |